# هاوارد شولتز
هاوارد شولتز، (به انگلیسی: Howard Schultz) (زاده ۱۹ ژوئیه ۱۹۵۳) کارآفرین، اقتصاددان، سرمایه‌دار، نویسنده و مدیر ارشد اجرایی آمریکایی است، که از سال ۱۹۸۶ تا ۲۰۰۰ و بعد ۲۰۰۸ تا ۲۰۱۸  به‌عنوان مدیر عامل اجرایی و رئیس هیئت مدیره شرکت استارباکس فعالیت می‌کرد.
شولتز در سال ۲۰۱۹ اعلام کرد، در حال بررسی برای نامزد شدن در انتخابات ریاست جمهوری ۲۰۲۰ به عنوان نامزد مستقل است. او دلیل بررسی نامزد شدن خود را، «چپ گرایی حزب دموکرات» اعلام کرد. شولتز بعد از اعلام کاوش نامزدی در انتخابات، مورد انتقاد فعالان و سیاستمداران دموکرات قرار گرفت. منتقدان معتقد بودند شرکت هاوارد شولتز می تواند باعث کاهش آرای رقیب دونالد ترامپ شده و باعث پیروزی مجدد او در سال ۲۰۲۰ شود. نظرسنجی واشنگتن اگزمینر در ۲۶ فوریه ۲۰۱۹ صحت انتقاد مذکور را تایید کرد.
شولتز در تاریخ ۱۵ فوریه ۲۰۱۹ اعلام کرد، اگر یک میانه‌گرا نامزد اصلی حزب دموکرات برای سال ۲۰۲۰ شود، در نامزدی مستقل خود تجدید نظر خواهد کرد.